# Campano da Novara
Giovanni Campano, mais conhecido como Campano da Novara ou Johannes Campanus (Novara, 1220 - Viterbo, 1296), foi um astrólogo, astrônomo, físico, médico e matemático italiano.

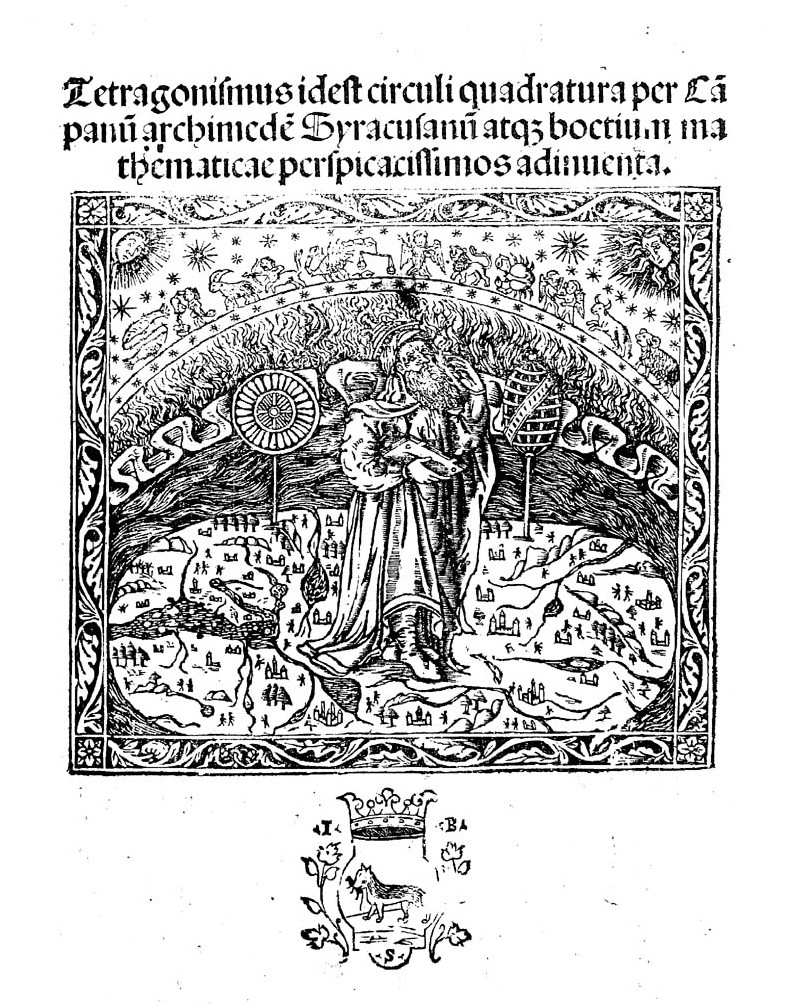
Tetragonismus idest circuli quadratura, 1503

Foi capelão do papa Urbano IV e médico do papa Bonifácio VIII. Viajou pela Espanha e Arábia e em 1260 publicou uma edição de Os Elementos de Euclides, a partir da versão árabe. Roger Bacon o citou como um dos maiores matemáticos de seu tempo. No campo da astronomia escreveu uma Theorica Planetarum onde descreveu pioneiramente os movimentos dos planetas com base na geometria, indicou suas distâncias e tamanhos, e tentou definir seus movimentos retrógrados aparentes. Outras obras nessa área foram Tractatus de Sphaera, De computo ecclesiastico e Calendarium. Na astrologia estabeleceu o sistema de casas astrológicas de 30º iguais que leva o seu nome. A cratera Campanus da Lua foi batizada em sua homenagem.